# Colostygia inundaria
Colostygia inundaria är en fjärilsart som beskrevs av Ignaz Schiffermüller 1775. Colostygia inundaria ingår i släktet Colostygia och familjen mätare. Inga underarter finns listade i Catalogue of Life.